# Cicuiara striata
Cicuiara striata là một loài bọ cánh cứng trong họ Cerambycidae.